# 中間子分子
中間子分子（ちゅうかんしぶんし、英: mesonic molecule）とは、2つ以上の中間子が強い相互作用で結合した粒子である。バリオンから構成され、水素を除く自然界の全ての原子に存在する原子核とは異なり、中間子分子はまだ観測されていない。2003年に発見されたX(3872)や、2007年に発見されたZ+(4430)は、最も可能性の高い中間子分子の候補である。また、2013年にはZc(3900)も発見されている。